# 가연
가연(賈延, ? ~ ?)은 전한 말기의 관료로, 자는 초경(初卿)이며 우부풍 평릉현(平陵縣) 사람이다.

## 행적
첨사를 지내다가 소부로 승진하였고, 이후 위위·광록훈·어사대부를 역임하였다.
애제는 총신 식부궁·손총·동현이 동평양왕의 무고를 고변한 공을 인정하여 열후에 봉하려 하였다. 어사대부 가연은 승상 왕가와 함께 이를 반대하였으나, 애제는 결국 자신의 뜻대로 하였다.
원수 원년(기원전 2년), 왕가가 다시 동현을 멀리할 것을 간하다가 옥사하였다. 이때 가연은 파면되었다.

## 출전
- 반고, 《한서》
  - 권19하 백관공경표 下
  - 권45 괴오강식부전
  - 권81 공장광마전
  - 권86 하무왕가사단전

| 전임 방진 | 전한의 소부 기원전 8년 ~ 기원전 5년 | 후임 (불명) |

| 전임 정망 | 전한의 위위 기원전 5년 | 후임 손운 |

| 전임 (불명) | 전한의 소부 기원전 5년 ~ 기원전 4년 | 후임 조창 |

| 전임 평당 | 전한의 광록훈 기원전 4년 ~ 기원전 3년 | 후임 마궁 |

| 전임 왕숭 | 전한의 어사대부 기원전 3년 3월 정묘일 ~ 기원전 2년 | 후임 공광 |